# Braughing (římské město)
Braughing bylo malé město v římské provincii Británie. Jeho latinské jméno se nám nedochovalo.

## Umístění
Na části plochy, kde se starověké městečko nacházelo, se rozkládá vesnice Ford Bridge a prochází tamtudy civilní farní hranice mezi vesnicemi Braughing a Standon v anglickém hrabství Hertfordshire ve východní části Anglie. Leží při dolní, splavné části řeky Rib, která je přítokem řeky Lea). V těch dobách byla řeka mnohem širší.

## Osídlení v době železné
Osídlení v pozdní době železné v této oblasti dokládá řada příkopů a ohrazených ploch a několik vykopaných dřevěných staveb. Šlo o důležitou osadu, zvl. pro obchod. V této lokalitě se našly mince krále keltského kmene Catuvellaunů Tasciovana (přibližně 20 před n. l. - 10 n. l.), což nasvědčuje tomu, že se její obyvatelé k nimi stýkali.

## Římské osídlení
Brzy po dobytí Británie Římany a vybudování významné silnice Ermine Street a Stane Street u křižovatky těchto dvou cest (a dvou dalších) vyrostla osada. Pravděpodobně měla dvě centra, a to na kopci Wickham Hill a u Skeleton Green, ale nikdy nebyla obehnána hradbami. Obydlená plocha římského města dosahovala nejméně třiceti šesti hektarů. Značnou část města lze rozeznat na fotografiích z letadla. 
Město bylo vybudováno podle plánu, mělo síť ulic s dřevěnými domy krytými došky. Tak vypadalo přibližně do roku 60 n. l. Nedlouho poté byly postaveny také masivní zděné budovy, včetně domu ve tvaru písmene L s lázněmi, které se používaly ještě ve 4. století, což naznačuje nějakou oficiální funkci.
Město s velkou pravděpodobností mělo také chrám nebo tržnici. Počet obyvatel vzrůstal do 2. století, kdy tu vyrostly komerční prostory, domy a dílny. K místním řemeslům patřilo zpracování železa, bronzu a kostí. Nedaleko se nacházela rozsáhlá výroba keramiky. V oblasti Skeleton Green později vznikl hřbitov. Nejmladší římská mince v lokalitě nalezená je spojována s východořímským císařem zvaným Flavius Arcadius (383 - 408).

## Archeologický výzkum
Archeologický výzkum probíhal v letech 1969-1973. Nálezy z tohoto místa pocházely z doby přibližně 30 až 45 našeho letopočtu. Osídlení římsko-britské pokračovalo do 3. století.